# Llista d'espècies de fòlcids

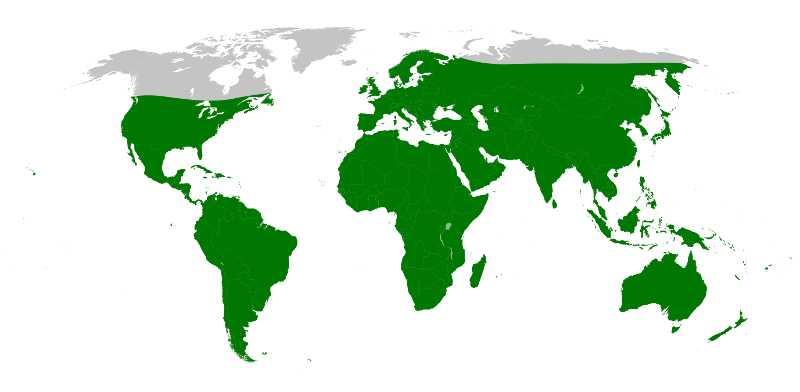
Distribució dels fòlcids

Aquesta és la llista d'espècies de fòlcids, una família d'aranyes araneomorfes molt conegudes per les seves potes llargues i primes i el seu cos petit; són molt habituals a les cases. És un llistat amb la informació recollida fins al 21 de desembre de 2006.
Degut a l'extensió del llistat, amb 80 gèneres i 959 espècies, l'article s'ha dividit en dos parts d'una mida més assequible, seguint l'ordre alfabètic:
- Llista d'espècies de fòlcids (A-M)
- Llista d'espècies de fòlcids (N-Z)